# 132 Aethra
132 Aethra (uneori scris Æthra) este un asteroid descoperit de astronomul James Craig Watson, la 13 iunie 1873.
Între anii 1873 și 1922 a fost considerat asteroid pierdut.

## Denumirea asteroidului
Asteroidul a primit numele mamei eroului Tezeu, din Mitologia greacă, Aethra.